# Ti lascio una canzone (sesta edizione)
La sesta edizione del talent show musicale Ti lascio una canzone è andata in onda in prima serata su Rai 1 dall'8 settembre al 26 dicembre 2012 con la conduzione di Antonella Clerici, affiancata dai giurati Massimiliano Pani, Pupo e Cecilia Gasdia.
Il vincitore di questa edizione è stato Michele Perniola con il brano Earth Song di Michael Jackson.

## Curiosità
Emanuele Bertelli in seguito partecipa come concorrente ad X Factor, anche Camille Cabaltera ha partecipato a X Factor 11 nel 2017.
Michele Perniola successivamente ha partecipato come attore nella fiction Braccialetti rossi. Caterina Zampieri e Carlo Fontani partecipano come concorrenti allo Zecchino d'Oro.
Michele Perniola, seppur italiano, ha rappresentato San Marino al Junior Eurovision Song Contest 2013, arrivando decimo. Nella stagione 2014-2015 partecipa alla quattordicesima edizione di Amici di Maria De Filippi.
Beatrice Pezzini è diventata corista di Sarabanda nel 2025.

## Cast di giovani interpreti
Le età dei concorrenti si riferiscono al momento della partecipazione al programma
- Luca Del Torto (7 anni, Portoferraio (LI))
- Rachele Gamba (7 anni, Portoferraio (LI))
- Virginia Dalla Torre (8 anni, Borgio Verezzi (SV))
- Eugenio Mannarino (8 anni, Amantea (CS))
- Simona Arnone (9 anni, Favara (AG))
- Giorgia La Commare (9 anni, Erice (TP))
- Flavia Lanni (9 anni, Roma)
- Antonino Liotta (9 anni, Adrano (CT))
- Dennis Midolo (9 anni, Melilli (SR))
- Alexia Pazzola (9 anni, Usini (SS))
- Emanuele Bertelli (10 anni, Catania)
- Martina Macchia (10 anni, Napoli)
- Marika Tomarchio (10 anni, Santa Venerina (CT))
- Carlo Fontani (11 anni, Rocca di Papa (RM)) *
- Andrea Infurna (11 anni, Gela (CL))
- Gaia Johanna Lipani (11 anni, Caltanissetta)
- Clara Palmeri (11 anni, Marsala (TP))
- Giovanni Sutera Sardo (11 anni, Favara (AG))
- Anastasia Vairo (11 anni, Viareggio (LU))
- Caterina Zampieri (11 anni, Arcole (VR)) *
- Calogero Accardo (12 anni, Camporeale (PA))
- Gabriele Acquavia (12 anni, Picerno (PZ))
- Matteo Martignoni (12 anni, Roma)
- Vito Misseri (12 anni, Palermo)
- Roberta Totaro (12 anni, Monte Sant'Angelo (FG))
- Michael Zappitelli (12 anni, Vasto (CH))
- Valentina Baldelli (13 anni, Serrungarina (PU))
- Camille Cabaltera (13 anni, Montecatini Terme (PT))
- Asia Coelho (13 anni, Milano)
- Kim Coelho (13 anni, Milano)
- Giovanna Ferrara (13 anni, Villaricca (NA))
- Giorgia Fiore (13 anni, Roma)
- Laura Grillo (13 anni, Vibo Valentia)
- Stella Grillo (13 anni, Montopoli di Sabina (RI))
- Davide Sodini (13 anni, Prato)
- Luca Venditto (13 anni, Pompei (NA)))
- Alfio Bonaccorsi (14 anni, Catania)
- Francesco Franco (14 anni, Livorno)
- Alessio Parisi (14 anni, Marano di Napoli (NA))
- Michele Perniola (14 anni, Palagiano (TA))
- Edoardo Armando Sodano (14 anni, Sorrento (NA))
- Beatrice Pezzini (15 anni, Valeggio sul Mincio (VR))
- Lea Benigno (15 anni, Mazara del Vallo (TP))

*partecipanti allo Zecchino d'Oro

### Confermati
- Ştefan Cristian Atỉrgovitoae (12 anni, Iași (Romania)) (edizione 5) *
- Giada Borrelli (14 anni, Roggiano Gravina (CS)) (edizione 5)
- Michael Bonanno (15 anni, Naro (AG)) (edizione 5)
- Mattia Lever (16 anni, Zambana (TN)) (edizione 4)
- Beatrice Coltella (8 anni, Roma) (edizione 5)
- Valerio Monaco (10 anni, San Felice Circeo (LT)) (edizione 5)

*partecipanti allo Zecchino d'Oro

## Giuria
- Massimiliano Pani
- Pupo
- Cecilia Gasdia

## Gli omaggi di Antonella
Dalla seconda puntata in poi la conduttrice canta e balla un brano famoso omaggiandone l'interprete.
- Seconda puntata: Antonella canta la sigla di Due ragazzi incorreggibili (1976),  Obabaluba di Daniela Goggi.
- Terza puntata: Antonella canta la sigla di Fantastico 3 (1982), Ballo ballo di Raffaella Carrà.
- Quarta puntata: Antonella canta la sigla di Io e la Befana (1978), Sbirulino di Sandra Mondaini.
- Quinta puntata: Antonella canta la sigla di Fantastico 1 (1979), Disco Bambina di Heather Parisi.
- Sesta puntata: Antonella canta la colonna sonora del film A qualcuno piace caldo (1959),  I Wanna Be Loved by You di Marilyn Monroe.
- Settima puntata: Antonella canta la sigla di Canzonissima (1971), Chissà se va di Raffaella Carrà.
- Ottava puntata: Antonella canta La banda (1967), di Mina.
- Nona puntata: Antonella canta la sigla di Odiens (1988), La notte vola di Lorella Cuccarini.
- Undicesima puntata: Antonella canta la sigla di Pronto, Raffaella? (1983), Fatalità di Raffaella Carrà.
- Dodicesima puntata: Antonella canta la colonna sonora del film L'uomo che sapeva troppo (1956), Que sera, sera di Doris Day e Che sarà (1971) dei Ricchi e Poveri e José Feliciano.

## Ospiti
- Prima puntata: Annalisa Minetti
- Seconda puntata: Noemi
- Terza puntata: Al Bano e Gianluca Terranova
- Quarta puntata: Daniele Pecci, Francesca Chillemi, Nomadi e Malika Ayane
- Quinta puntata: Raf e i Fichi d'India
- Sesta puntata: Pooh e Cochi e Renato
- Settima puntata: Alex Britti, Luca Barbarossa, Paolo Vallesi e Rodrigo Guirao Díaz
- Ottava puntata: Ornella Vanoni, Lorenzo Crespi, Paolo Belli, Giusy Buscemi e Max Biaggi
- Nona puntata: Lorella Cuccarini, Riccardo Fogli, Raoul Bova e Marco Masini
- Decima puntata: Vincenzo Salemme, Anna Tatangelo, Orietta Berti e Michele Zarrillo
- Undicesima puntata: Gigi D'Alessio
- Dodicesima puntata: Enrico Ruggeri, Fausto Leali e Vanessa Hessler
- Tredicesima puntata: Riccardo Cocciante
- Quattordicesima puntata:  Gaetano Triggiano, Lorenzo Crespi, Paola Perego, Amii Stewart, Orchestra Casadei e Alexia

## Canzoni finaliste
- Prima puntata: Io per lui - Vania Ferrara
- Seconda puntata: Man in the mirror - Michele Perniola
- Terza puntata: Fiore di maggio - Matteo Martignoni
- Quarta puntata: Gli uomini non cambiano - Valentina Baldelli
- Quinta puntata: Fumo negli occhi - Gabriele Acquavia
- Sesta puntata: Io e te da soli - Vania Ferrara
- Settima puntata: Io vivrò (senza te) - Vania Ferrara
- Ottava puntata: In ginocchio da te - Gabriele Acquavia
- Nona puntata: Heal the world - Michele Perniola
- Decima puntata: Tutt'al più - Vania Ferrara
- Undicesima puntata: (semifinali)
- Dodicesima puntata: (semifinali)
- Tredicesima puntata: Earth song - Michele Perniola (canzone vincitrice)
- Valentina Baldelli vince il premio della giuria

## Ascolti
| Puntata      | Messa in onda     | Telespettatori | Share  |
| ------------ | ----------------- | -------------- | ------ |
| 1            | 8 settembre 2012  | 3 776 000      | 20,77% |
| 2            | 15 settembre 2012 | 3 744 000      | 18,46% |
| 3            | 22 settembre 2012 | 4 012 000      | 18,94% |
| 4            | 29 settembre 2012 | 3 741 000      | 17,28% |
| 5            | 6 ottobre 2012    | 4 069 000      | 19,17% |
| 6            | 13 ottobre 2012   | 4 334 000      | 19,21% |
| 7            | 20 ottobre 2012   | 4 406 000      | 19,69% |
| 8            | 27 ottobre 2012   | 4 601 000      | 19,76% |
| 9            | 3 novembre 2012   | 4 516 000      | 18,47% |
| 10           | 10 novembre 2012  | 4 591 000      | 19,61% |
| Semifinale 1 | 17 novembre 2012  | 4 669 000      | 20,29% |
| Semifinale 2 | 24 novembre 2012  | 4 938 000      | 22,16% |
| Finale       | 1º dicembre 2012  | 5 619 000      | 23,48% |
|              |                   |                |        |
| La festa     | 8 dicembre 2012   | 4 264 000      | 18,34% |
| Il meglio    | 26 dicembre 2012  | 3 875 000      | 15,86% |